# Le Toit vosgien
Le Toit Vosgien est une société spécialisée dans la construction et la location de logements sociaux (HLM).

## Historique
Le Toit Vosgien a été créé en 1955 à Saint-Dié. 
En effet, au moment où sévissait la pénurie de logements consécutive aux destructions causées par la guerre et face à une explosion des besoins, les entreprises industrielles et commerciales de l'arrondissement ont vite mesuré le phénomène et exprimé leur souhait de contribuer à ce nouvel essor. 
Aussi la Chambre de Commerce et d'Industrie de Saint-Dié comprit-elle la participation active qu'elle pouvait prendre après ce cataclysme afin de résoudre un problème vital pour le redressement de l'économie de la circonscription. 
En 1956, le Toit Vosgien obtient l'autorisation de se transformer en société d'habitations à loyer modéré (HLM), situation lui permettant de bénéficier des aides à la construction de l'État.

## Lien  externe
- Site officiel